# Composition avec jaune, bleu et rouge
Composition avec jaune, bleu et rouge est une peinture à l'huile sur toile (69,2 × 72,7 cm) de l'artiste néerlandais Piet Mondrian, réalisée entre 1937 et 1942, et conservée à la Tate Modern de Londres.

## Histoire et description
Le tableau a été peint par Mondrian dans sa phase d'abstraction désormais mature. Il représente une grille formée de lignes noires sur fond blanc délimitant une série de carrés et de rectangles. Parmi ceux-ci, une petite partie est peinte en jaune, rouge et bleu. La profondeur est donnée par le touché différent de la peinture ; les bandes noires réalisées en aplat, les parties de couleur avec des coups de pinceau unidirectionnels, et enfin les parties blanches avec des coups de pinceau multidirectionnels.
L'œuvre a été achetée par la Tate Modern de Londres en 1964,.